# A22 (scheikunde)
A22 (voluit: MreB Perturbing Compound A22) is de voorlopige benaming voor de chemische verbinding 2-(3,4-dichlorobenzyl)isothiouroniumchloride.
MreB is een proteïne dat voorkomt in de meeste staafvormige bacteriën (prokaryoten). Het is vergelijkbaar met actine, dat in eukaryoten voorkomt. Polymeren van MreB vormen structuren in het cytoskelet van staafvormige bacteriën, zoals filamenten van polymeren van actine in het cytoskelet van eukaryote cellen voorkomen.
A22 dringt gemakkelijk door de celwand heen en verstoort de MreB-functie. Het verhindert de vorming van lange, starre polymeren van MreB. Het beïnvloedt op deze manier de celvorm van bacteriën. A22 is in staat om normaal staafvormige Escherichia coli om te zetten naar sferische cellen. De verbinding beïnvloedt ook de groei en morfologie van Caulobacter crescentus.
De werking van A22 is snel en reversibel, en de stof beïnvloedt de polymerisatie van actine in eukaryote cellen niet. De stof zou aangewend kunnen worden om de MreB-functie op te volgen in de tijd.
A22 heeft in vitro een antibiotische werking vertoond tegen multidrug-resistente gram-negatieve bacteriën, zoals Pseudomonas aeruginosa. Het werkt als een adjuvans bij antibiotica, omdat het de celwand verzwakt en een synergistisch effect met het antibioticum heeft.